# Атанагилд
Атанагилд (на латински: Athanagild; † 567 г. в Толедо) е крал на вестготите в Испания от 551 или от 555 до 567 г.
Започва въстание през 551 г. от [Севиля] против крал Агила I и иска помощ от източноримския император Юстиниан I. Византийскита флота пристига през 551/552 г. През 555 г. Агила е убит от собствените му хора. Така Атанагилд става 555 г. (официално през 551 г.) крал на вестготите.
Византийската войска остава в Испания и той е задължен да се откаже от голяма част на провинция Бетика (Андалусия), която получава византийски управител, вече осемдесетгодишния Либерий. Атанагилд не успява да пропъди византийските съюзници.
Град Толедо става негова резиденция през 531 г. Женен е за Госвинта (Гоисвинта). С нея става баща на кралиците на франките Брунхилда (* 545/550; † 613) и трагично убитата Галсвинта (* 550; † 567).
Атанагилд умира през 567 г. и след него месеци наред вестготите нямат крал. Крале стават Лиува I (567 – 572) и като съ-регент брат му Леовигилд (568 – 586).